# Segar Bastard

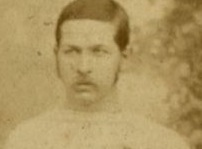
Segar Bastard (1880)

Segar Richard Bastard (* 25. Januar 1854 in Bow oder Chigwell (Essex); † 20. März 1921 in Epsom) war ein englischer Fußballspieler, -schiedsrichter und -funktionär sowie Cricketspieler.

## Sportlicher Werdegang
Bastard spielte ab 1873 für den Upton Park FC, zudem stand er für den FC Trojans und den FC Leyton auf dem Spielfeld. 1887 beendete er seine Spielerkarriere beim Amateurklub, mit dem er 1883 und 1884 den London Senior Cup gewann. 1880 debütierte er für die englische Nationalmannschaft, der Außenstürmer verlor das im Londoner Cricket-Stadion Kennington Oval ausgetragene Länderspiel gegen Schottland mit 4:5 und blieb bei seinem einzigen Nationalmannschaftseinsatz ohne eigenen Torerfolg.
Der Upton Park FC war auch prägend für die Entwicklung der The Football Association: ab 1869 war hier Charles William Alcock aktiv gewesen, der parallel 1871 als FA-Verbandssekretär den FA Cup initiierte. Dort griff der in London ansässige Verband mit dem Kennington Oval als regelmäßigem Finalaustragungsort zurück. Zudem gehörten Upton-Park-Spieler zu den weiteren Verbandsoffiziellen, die auch als Finalschiedsrichter genutzt wurden. Somit kam neben Alcock in den Anfangsjahren auch dem FA-Komitee-Mitglied Bastard und seinem Mannschaftskameraden und FA-Schatzmeister Alfred Stair – jeweils während der aktiven Zeit – die Ehre zu, Finalspiele im ältesten noch bestehenden Fußballwettbewerb der Welt zu leiten. Im Wettbewerb um den FA Cup 1877/78 stand Bastard dabei am 23. März 1878 neben dem Wanderers FC und dem Royal Engineers AFC auf dem Spielfeld, das Erstere durch einen 3:1-Erfolg zum fünften (und letzten) Titelgewinn der 1887 endenden Vereinsgeschichte für sich entschieden. Im Januar 1879 leitete er als Schiedsrichter – ein Jahr vor seinem ersten eigenen Nationalmannschaftseinsatz – sein erstes Länderspiel, als England sich mit einem 2:1-Sieg im Kennington Oval gegen Wales durchsetzte. Am 26. Februar 1881 pfiff er ein weiteres Aufeinandertreffen der beiden Mannschaften, dieses Mal setzte sich Wales im Alexandra Meadows in Blackburn durch einen Treffer von John Vaughan mit 1:0 durch und gewann das erste Länderspiel der Verbandsgeschichte.
Bastard war zudem für den Essex County Cricket Club aktiv, für den er in den 1880er Jahren spielte und administrativ tätig war.
Hauptberuflich war Bastard als Anwalt tätig, 1879 erhielt er die entsprechende Zulassung. Zudem war er Besitzer eines Rennpferds. Ab 1884 war er verheiratet und hatte vier Töchter. Bei der Volkszählung 1911 wurde er nicht mehr gelistet, die restliche Familie wohnte in Chigwell. Er hatte im Juli des Jahres an Bord der Campania das Vereinigte Königreich in Richtung New York City verlassen. Im März 1921 erlitt er am Bahnhof von Epsom einen tödlichen Herzinfarkt und hinterließ seiner Familie ein Vermögen von 11.000 Pfund Sterling (2025 ca. 519.438 GBP), dabei wurde er wieder als wohnhaft in Chigwell bezeichnet.
Teilweise wird der Vorname fälschlicherweise als Segal angegeben.